# Camaridium luteobrunneum
Camaridium luteobrunneum är en orkidéart som beskrevs av Friedrich Fritz Wilhelm Ludwig Kraenzlin. Camaridium luteobrunneum ingår i släktet Camaridium och familjen orkidéer.
Artens utbredningsområde är Colombia. Inga underarter finns listade i Catalogue of Life.